# The 2nd Law
The 2nd Law là album thứ sáu của band Alternative Rock Muse. Được lên kế hoạch phát hành vào ngày 17 tháng 9 năm 2012, album cuối cùng được dời ngày phát hành vào ngày 1 tháng 10.

## Hoàn cảnh ra đời
Muse dự định vào phòng thu để bắt đầu thu âm album thứ sáu của họ vào tháng 9 năm 2011. Christopher Wolstenholme nói với BBC Radio 1: "Tháng 9 và tháng 10 là lúc chúng tôi sẽ vào phòng thu và bắt đầu viết album mới". Trong một cuộc phỏng vấn với Billboard vào ngày 18 tháng 10 năm 2011, quản lý của band, Anthony Addis, tiết lộ rằng Muse đã bắt đầu thu âm album thứ sáu của họ ở London và anh trông chờ album sẽ được ra mắt vào tháng 10 năm 2012.
Trong một cuộc phỏng vấn với Kerrang! ngày 14 tháng 12 năm 2011, Wolstenholme cho biết album tiếp theo của Muse "căn bản khác hoàn toàn" so với những gì họ đã làm trước đây. Anh cũng nói rằng cảm giác như thể là nhóm đang vạch ra một ranh giới của một thời kì trong sự nghiệp của họ với album này. Sự việc được tiết lộ thông qua tài khoản Twitter của Tom Kirk rằng nhạc sĩ David Campbell, người đã từng làm việc với Radiohead, Paul McCartney, Beck và Adele, đã giúp Matt soạn nhạc cho album. Trong một bài phỏng vấn với NME vào tháng 4 năm 2012, Bellamy nói rằng band đã cho vào thêm những yếu tố nhạc điện tử, với những ảnh hưởng từ sự kết hợp của Justice và nhóm nhạc Electronic Rock của Anh Does It Offend You, Yeah?. Bellamy cũng xác nhận album sẽ ra mắt vào mùa thu năm 2012.. Ngày 6 tháng 6 năm 2012, Muse cho ra mắt đoạn trailer cho album mới, The 2nd Law, cùng với đồng hồ đếm ngược đến ngày 17 tháng 9 là ngày phát hành. Đoạn trailer, trong đó chứa đựng yếu tố dubstep, đã gây ra nhiều phản ứng khác nhau của người hâm mộ. Ngày 7 tháng 6 năm 2012, Muse công bố tour ở châu Âu, bước đầu của The 2nd Law tour. Bài hát mới nhất của Muse, "Survival", là bài hát chính thức cho Olympics London 2012.
Muse đã tiết lộ danh sách bài hát chính thức cho album mới vào ngày 13 tháng 7.
Trong một cuộc phỏng vấn với MNE Magazine, Muse cho biết single tiếp theo sẽ là Madness.
Vào ngày 9 tháng 8, Muse cho các fan đã đặt trước album bài "The 2nd Law: Unsustainable" ở cửa hàng trên mạng. Sau đó họ đăng tải video cho bài hát lên Youtube vào ngày 10 tháng 8.

## Quá trình sáng tác
Theo như những gì nhóm nói về từng bài hát trong cuộc phỏng vấn với NME thì album kết hợp các yếu tố symphonic rock, dubstep và synth pop. Matthew Bellamy cho biết cả nhóm đã lấy cảm hứng từ nghệ sĩ dubstep Skrillex để viết 2 bài cuối cùng trong album là "The 2nd Law: Unsustainable" và "The 2nd Law: Isolated System". Theo MNE, "Madness" lấy cảm hứng từ "I Want to Break Free" của Queen và "Scary Monsters (and Super Creeps)" của David Bowie. Chris Wolstenholme đã viết hai bài hát trong album đó là "Save Me" và "Liquid State", nói về sự đấu tranh của anh với cơn nghiện rượu, và anh đều là giọng hát chính trong cả hai bài. "Panic Station" có sự tham gia của những nghệ sĩ đã biểu diễn trong "Superstition" của Stevie Wonder, đồng thời cũng thể hiện sự ảnh hưởng từ Michael Jackson.
Album cũng đánh dấu lần đầu tiên Muse nhận được nhãn "Parental Advisory" cho album của mình vì những ca từ của "Panic Station".
Matthew Bellamy cũng cho biết trong quá trình sáng tác thì anh đang đọc tiểu thuyết World War Z và đó đã tạo ra một sức ảnh hưởng lớn lên toàn bộ album, đặc biệt là "The 2nd Law: Isolated System" và "Survival". "The 2nd Law: Isolated System" và "Follow Me" đều xuất hiện trong bộ phim được chuyển thể từ tiểu thuyết trên.

## Danh sách bài hát
Tất cả các ca khúc được viết bởi Matthew Bellamy, trừ "Save Me" và "Liquid State" được viết bởi Chris Wolstenholme.
| STT              | Nhan đề                        | Thời lượng |
| ---------------- | ------------------------------ | ---------- |
| 1.               | "Supremacy"                    | 4:55       |
| 2.               | "Madness"                      | 4:39       |
| 3.               | "Panic Station"                | 3:03       |
| 4.               | "Prelude"                      | 1:03       |
| 5.               | "Survival"                     | 4:17       |
| 6.               | "Follow Me"                    | 3:51       |
| 7.               | "Animals"                      | 4:23       |
| 8.               | "Explorers"                    | 5:48       |
| 9.               | "Big Freeze"                   | 4:41       |
| 10.              | "Save Me"                      | 5:09       |
| 11.              | "Liquid State"                 | 3:03       |
| 12.              | "The 2nd Law: Unsustainable"   | 3:48       |
| 13.              | "The 2nd Law: Isolated System" | 4:59       |
| Tổng thời lượng: | Tổng thời lượng:               | 53:49      |

| Deluxe edition | Deluxe edition              | Deluxe edition |
| STT            | Nhan đề                     | Thời lượng     |
| -------------- | --------------------------- | -------------- |
| 14.            | "The Making of The 2nd Law" |                |
| 15.            | "Bonus Feature"             |                |